# 1843 في المملكة المتحدة
فيما يلي قوائم الأحداث التي وقعت خلال عام 1843 في المملكة المتحدة.

## سياسة

### تعيين في المنصب
- 1 يناير – هنري بوتينغر محافظ هونغ كونغ،محافظ هونغ كونغ.
- 6 أبريل – ويليام ووردزوورث شاعر بلاط المملكة المتحدة.
- 15 مايو – وليم غلادستون رئيس مجلس التجارة [الإنجليزية]‏.

### انتهاء فترة المنصب
- 1 يناير – هنري بوتينغر محافظ هونغ كونغ.
- 21 مارس – روبرت ساوذي شاعر بلاط المملكة المتحدة.

## ظهور
- 1 أكتوبر – نيوز أوف ذه ورلد

## كتب
من الكتب التي صدرت هذه السنة في المملكة المتحدة:
- 19 ديسمبر – ترنيمة عيد الميلاد من تأليف تشارلز ديكنز.

## مواليد

### يناير
- 1 يناير – توماس ميشيل
- 8 يناير – فريدريك ابيرلن ضابط شرطة من المملكة المتحدة.

### فبراير
- 6 فبراير – فريدرك مايرز

### أبريل
- 25 أبريل – أليس أميرة المملكة المتحدة

### مايو
- 12 مايو – توماس ديفيس

### يونيو
- 12 يونيو – ديفيد جيل

### أغسطس
- 15 أغسطس – تشارلز عمانوئيل فورسيث ماجور
- 19 أغسطس – تشارلز داوتي شاعر بريطاني.

### ديسمبر
- 29 ديسمبر – وليام بوتينغ همسلي عالم نبات بريطاني.

## وفيات

### مارس
- 21 مارس – روبرت ساوذي (مواليد 1774) شاعر بريطاني.
- 31 مارس – توماس فولر (مواليد 1777)

### أبريل
- 21 أبريل – أوغسطس فريدريك دوق ساسكس (مواليد 1773)

### يوليو
- 25 يوليو – تشارلز ماكينتوش (مواليد 1766) كيميائي بريطاني.